# اچ‌ام‌اس هرمس (۱۸۱۱)
اچ‌ام‌اس هرمس (۱۸۱۱) (به انگلیسی: HMS Hermes (1811)) یک کشتی بود که طول آن ۱۲۰ فوت ۱ اینچ (۳۶٫۶ متر) بود. این کشتی در سال ۱۸۱۱ ساخته شد.